# ضياء الدين كمال
ضياء الدين كمال جودة عبد المطلب (من مواليد 2 مايو 1993) هو مصارع للوزن الثقيل من مصر. في 2016، فاز بالبطولات الأفريقية وتنافس في أولمبياد ريو، وخسر في المباراة الثانية أمام كميل قاسمي.
تأهل لبطولة التصفيات الأولمبية لأفريقيا وأوقيانوسيا 2021 لتمثيل مصر في دورة الألعاب الأولمبية الصيفية 2020 في طوكيو باليابان.